# 그단스크 국립박물관
그단스크 국립박물관(폴란드어: Muzeum Narodowe w Gdańsku)은 폴란드 포모제주 그단스크에 소재한 국립박물관이다. 